# Condado de St. Clair (Míchigan)
El condado de St. Clair es un condado estadounidense, situado en el estado de Míchigan. Según el censo de los Estados Unidos del 2000, la población es de 164 235 habitantes. La cabecera del condado es Port Huron. 

## Geografía
Según la Oficina del Censo de los Estados Unidos, el condado tiene un área total de 2.168 km². De éstas 1.875 km² son de tierra y 290 km² son de agua. 

### Colindancias
- Condado de Sanilac - norte
- Condado de Lapeer - oeste
- Condado de Macomb - sur
- Condado de Lambton - este

## Historia
El condado de St. Clair fue creado el 28 de marzo de 1820, su nombre fue tomado por el lago Saint Clair, el cual se encuentra en los límites del condado.

## Demografía
Según el censo del año 2000, hay 164.235 personas, 62.072 cabezas de familia, y 44.629 familias que residen en el condado. La densidad de población es de 88 hab/km². La composición racial tiene:
- 92,77% blancos (no hispanos)
- 2,19% hispanos (todos los tipos)
- 2,10% negros o negros americanos (no hispanos)
- 0,64% otras razas (no hispanos)
- 0,40% asiáticos (no hispanos)
- 1,38% mestizos (no hispanos)
- 0,50% nativos americanos (no hispanos)
- 0,02% isleños (no hispanos)

Hay 164.235 cabezas de familia, de los cuales el 34,60% tienen menores de 18 años viviendo con ellos, el 57,40% son parejas casadas viviendo juntas, el 10,40% son mujeres que forman una familia monoparental (sin cónyuge), y 28,10% no son familias. El tamaño promedio de una familia es de 3,09 miembros.
En el condado el 26,80% de la población tiene menos de 18 años, el 7,90% tiene de 18 a 24 años, el 30% tiene de 25 a 44, el 23,10% de 45 a 64, y el 12,20% son mayores de 65 años. La edad media es de 36 años. Por cada 100 mujeres hay 97,10 hombres. Por cada 100 mujeres mayores de 18 años hay 94,50 hombres.

## Economía
Los ingresos medios de un cabeza de familia el condado es de $46.313 y el ingreso medio familiar es $54.450. Los hombres tienen unos ingresos medios de $42.572 frente a $25.880 de las mujeres. El ingreso per cápita del condado es de $21.582. El 7,80% de la población y el 5,80% de las familias están debajo de la línea de pobreza. Del total de gente en esta situación el 9,30% tienen menos de 18 y el 8,30% tienen 65 años o más.

## Lugares

### Ciudades

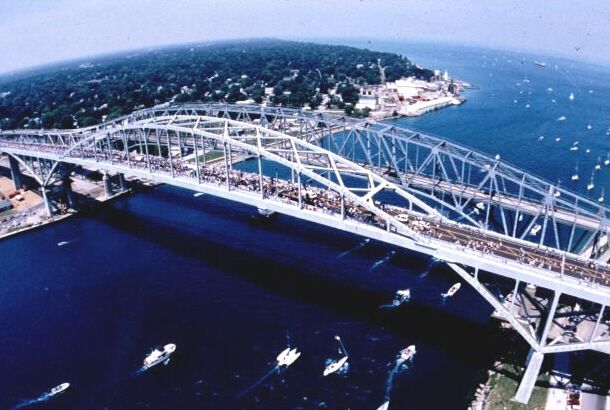
Port Huron, Míchigan

- Algonac
- Marine City
- Marysville
- Memphis (parcial)
- Port Huron
- Richmond (parcial)
- St. Clair
- Yale

### Villas
- Capac
- Emmett

### Lugar designado por el censo
- Pearl Beach

### Áreas no incorporadas
- Allenton
- Anchorville
- Avoca
- Smiths Creek

### Municipios
| - Municipio de Berlin - Municipio de Brockway - Municipio de Burtchville - Municipio de Casco - Municipio de China Charter - Municipio de Clay | - Municipio de Clyde - Municipio de Columbus - Municipio de Cottrellville - Municipio de East China Charter - Municipio de Emmett - Municipio de Fort Gratiot Charter | - Municipio de Grant - Municipio de Greenwood - Municipio de Ira - Municipio de Kenockee - Municipio de Kimball - Municipio de Lynn | - Municipio de Mussey - Municipio de Port Huron Charter - Municipio de Riley - Municipio de St. Clair - Municipio de Wales |

## Sitios de interés
| - Bahía Anchor - Bahía Big Muscamoot - Bahía Bouvier Bay - Bahía Drouard Bay - Parque Algonac | - Parque Belle River - Parque Burtchville - Parque Gratiot - Parque Haynes - Parque Kiefer | - Parque Knox Field - Parque Lakeport - Parque Lincoln - Iglesia Lakeshore - Iglesia Mennonite | - Iglesia Ross Bible - Iglesia Sparlingville Wesleyan - Bahía Goose - Bahía Little Muscamoot - Bahía Long Point | - Bahía Pollet - Bahía Scotten - Lago Little - Lago Mud - Lago Saint Clair |